# Ebersbach (Ködnitz)

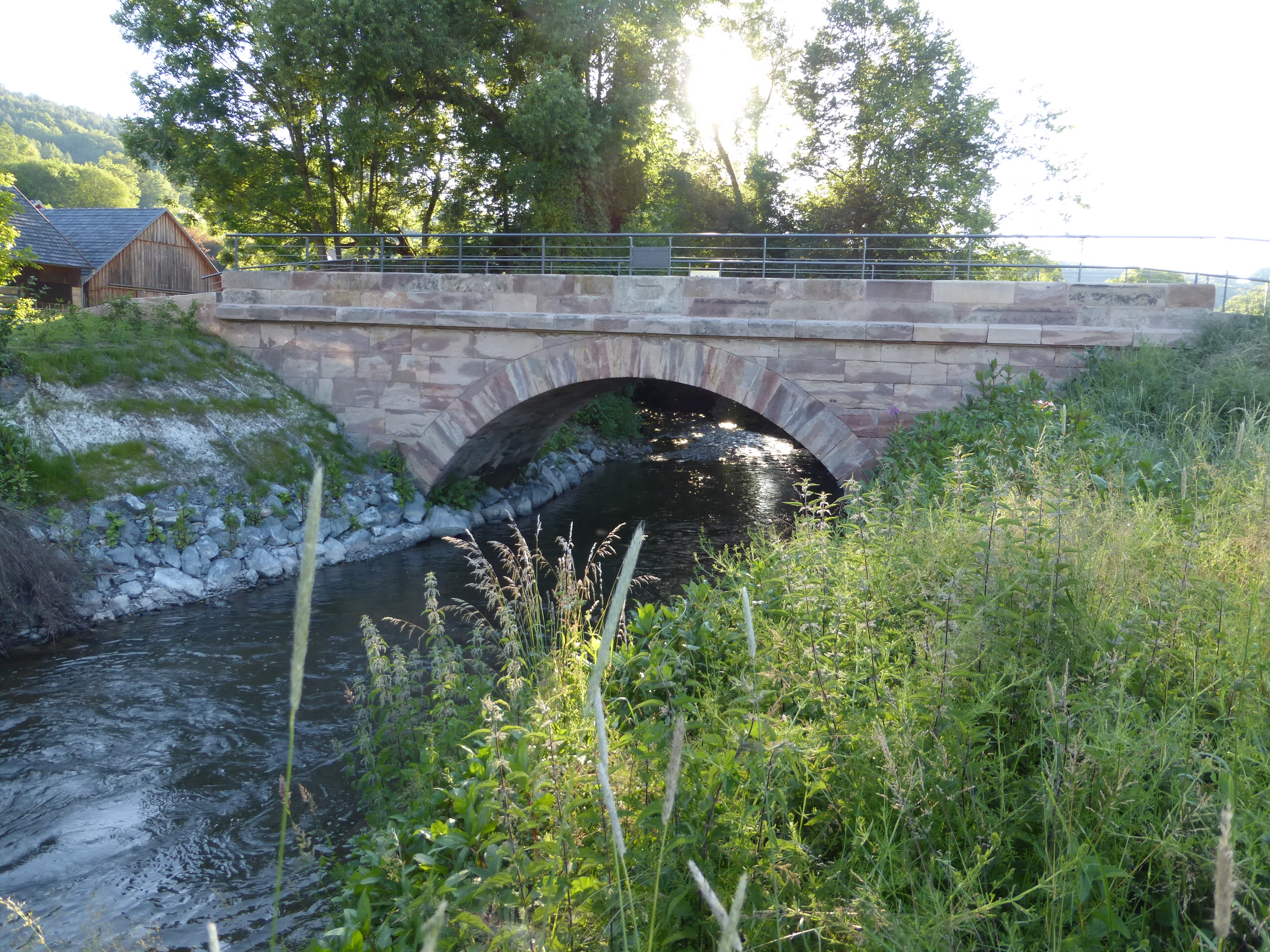
Mainbrücke

Ebersbach (oberfränkisch: Äweasch-booch) ist ein Gemeindeteil der Gemeinde Ködnitz im Landkreis Kulmbach (Oberfranken, Bayern). Ebersbach liegt in der Gemarkung Ködnitz.

## Geographie
Das Dorf liegt am linken Ufer des Weißen Mains am Fuße des Rangen, der zu dem Obermainischen Hügelland zählt. Die Weinleite am gegenüberliegenden Ufer ist als Naturschutzgebiet ausgezeichnet. Eine Gemeindeverbindungsstraße führt nach Ködnitz (0,9 km südöstlich) bzw. zur Staatsstraße 2182 (0,3 km nordöstlich).

## Geschichte
Der Ort wurde 1398 als „Eberspach“ erstmals urkundlich erwähnt. Das Bestimmungswort des Ortsnamens ist Eber, der Personenname des Siedlungsgründers.
Gegen Ende des 18. Jahrhunderts bestand Ebersbach aus 11 Anwesen. Das Hochgericht übte das bayreuthische Stadtvogteiamt Kulmbach aus. Dieses hatte auch die Dorf- und Gemeindeherrschaft. Grundherren waren das Kastenamt Kulmbach (3 Güter, 5 Weinberggütlein), der Markgräfliche Lehenhof Bayreuth (1 Hof, 1 Gütlein, 1 Hofstatt) und das Stiftskastenamt Himmelkron (1 Sölde).
Von 1797 bis 1810 unterstand der Ort dem Justiz- und Kammeramt Kulmbach. Mit dem Gemeindeedikt wurde Ebersbach dem 1811 gebildeten Steuerdistrikt Tennach und der 1812 gebildeten gleichnamigen Ruralgemeinde zugewiesen. 1818 wurde der Gemeindesitz nach Ködnitz verlegt und die Gemeinde dementsprechend umbenannt.

### Baudenkmäler
- Brücke über den Weißen Main

### Einwohnerentwicklung
| Jahr      | 001809 | 001818 | 001861 | 001871 | 001885 | 001900 | 001925 | 001950 | 001961 | 001970 | 001987 |
| Einwohner | 77     | 61 *   | 74     | 67     | 109    | 124    | 97     | 98     | 83     | 86     | 73     |
| Häuser    |        | 10 *   |        |        | 16     | 15     | 15     | 17     | 17     |        | 19     |
| Quelle    | [ 11 ] | [ 8 ]  | [ 12 ] | [ 13 ] | [ 14 ] | [ 15 ] | [ 16 ] | [ 17 ] | [ 18 ] | [ 19 ] | [ 1 ]  |

## Religion
Ebersbach ist seit der Reformation evangelisch-lutherisch geprägt und nach St. Petrus (Kulmbach) gepfarrt.